# محطة مانشان للطاقة النووية
محطة مانشان للطاقة النووية (بالصينية: 馬鞍山核能發電廠؛ بينيين: Mǎ'ānshān Hénéng Fādiànchǎng أو 核三؛ Hésān) كانت محطة طاقة نووية تقع بالقرب من خليج ساوث، هنغتشون، مقاطعة بينغتونغ، تايوان. كانت المحطة ثالث محطة طاقة نووية في تايوان وثاني أكبر محطة من حيث سعة التوليد. بدأ تشغيل مفاعليها عامي 1984 و1985 على التوالي، وأُغلقا عند انتهاء صلاحية ترخيص كل منهما عامي 2024 و2025.